# La fúria
La fúria és una pel·lícula dramàtica catalana de 2025, dirigida per Gemma Blasco, qui va coescriure el guió amb Eva Pauné. És protagonitzada per Ángela Cervantes i Àlex Monner. Es va estrenar en el festival de South by Southwest el 8 de març de 2025, i després va arribar als cinemes espanyols el 28 de març de 2025, amb distribució de Filmax. S'ha rodat originalment en castellà i català.

## Repartiment
- Ángela Cervantes com a Alex
- Àlex Monner com a Adrián
- Eli Iranzo com a Madre
- Salim Tamoud com a Samir
- Carla Linares com a Julia
- Pau Escobar com a David
- Ana Torrent com a Medea

## Producció
El 17 d'octubre de 2023, es va anunciar que havia començat el rodatge de la pel·lícula La fúria sota la direcció de Gemma Blasco. La pel·lícula està inspirada en experiències de la mateixa Blasco, qui va ser agredida sexualment a 18 anys. Ángela Cervantes i Àlex Monner es van incorporar al projecte com els protagonistes de la pel·lícula. El rodatge va tenir lloc a Barcelona i La Torre de Vilella.

## Estrena i màrqueting
El 23 de gener de 2025, es va anunciar que La fúria s'estrenaria el festival de South by Southwest el 8 de març de 2025. Coincidint amb l'estrena, Filmax va anunciar que estrenaria el film als cinemes d'Espanya el 28 de març del mateix any. El 30 de gener, Filmax va anunciar que la pel·lícula s'exhibiria al Festival de Màlaga el 19 de març. El 4 de febrer, es va anunciar que La fúria inauguraria el festival D'A Film Festival Barcelona el 27 de març de 2025. L'11 de febrer de 2025, Filmax va llançar el tràiler de la pel·lícula.